# Cacopsylla palmeni
Cacopsylla palmeni är en insektsart som först beskrevs av Löw 1882.  Cacopsylla palmeni ingår i släktet Cacopsylla och familjen rundbladloppor. Arten är reproducerande i Sverige. Inga underarter finns listade i Catalogue of Life.